# Stenosiphonium setosum
Stenosiphonium setosum är en akantusväxtart som beskrevs av T. Anders.. Stenosiphonium setosum ingår i släktet Stenosiphonium och familjen akantusväxter. Inga underarter finns listade i Catalogue of Life.